# Salvador Minuchin
 (septembre 2015).
Salvador Minuchin est un thérapeute familial né le 13 octobre 1921 à San Salvador en Argentine et mort le 30 octobre 2017 à Boca Raton en Floride. Il a développé la thérapie familiale structurale (en), qui traite des problèmes au sein d'une famille en traçant les relations entre les membres de la famille, ou entre les sous-ensembles de la famille (Minuchin, 1974). Ces graphiques représentent la dynamique du pouvoir ainsi que les frontières entre les différents sous-systèmes. Le thérapeute tente de perturber les relations dysfonctionnelles dans la famille, et les amener à se réinstaller dans un modèle sain.

## Carrière
Salvador Minuchin sert comme médecin dans l'armée israélienne après l'obtention de son diplôme en médecine. Une fois son service terminé, il se rend à New York pour suivre une formation en psychiatrie de l'enfant avec Nathan Ackerman. À la fin de celle-ci, Minuchin retourne en Israël pour aider les enfants déplacés en tant que pédopsychiatre (Nichols, 2010). En 1954, il revient aux États-Unis et se forme à la psychanalyse à l'Institut William Alanson White, avec Harry Stack Sullivan. Après avoir terminé sa formation psychanalytique, Minuchin travaille comme pédopsychiatre à l'école Wiltwyck pour jeunes délinquants, où il décide que le traitement des familles entières serait utile.
Alors qu'il est en poste à l'école Wiltwyck, Minuchin développe une forme de thérapie familiale avec ses collègues. Leur méthode consistait à ce que Minuchin ou un autre psychiatre effectue une séance de thérapie familiale, tandis que les autres psychiatres observent (avec l'accord préalable de la famille) la séance à travers un miroir sans tain dans une pièce voisine (Nichols, 2010). Observer les méthodes de travail réciproques permet aux thérapeutes de progresser et conduit Minuchin à développer la thérapie familiale structurelle . En 1962, après avoir posé les bases de sa théorie de structure familiale, Minuchin se rend à Palo Alto pour travailler avec Jay Haley. Le travail de Minuchin à l'École Miltwyck conduit à son premier livre, Les familles des bidonvilles (1967), qui présente son modèle théorique de la thérapie familiale.
En 1965, Minuchin dirige le Child Guidance Clinic à Philadelphie. Il démissionne de ce poste en 1976 pour devenir le responsable de la formation au centre jusqu'en 1981, quand il quitte Philadelphie pour pratiquer et enseigner la pédopsychiatrie à New York (Nichols, 2010). En 1996, il s'installe à Boston et prend sa retraite. Minuchin continue cependant à parcourir le monde et donne des conférences.

## Amitié avec Jay Haley

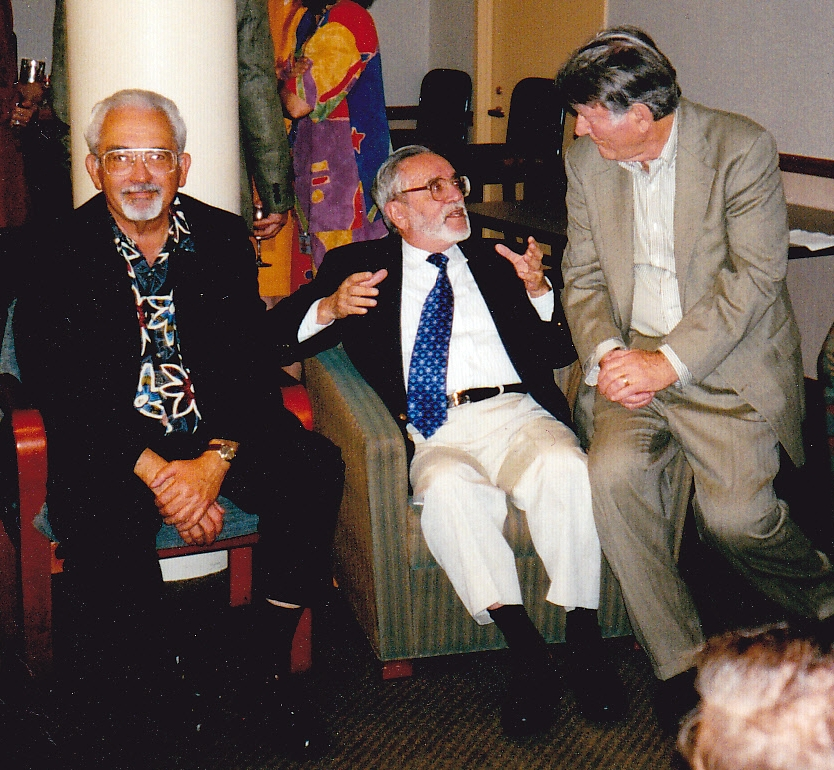
Braulio Montalvo, Salvador Minuchin et Jay Haley

L'un des développements qui sont sortis de l'œuvre de Minuchin avec Jay Haley à Palo Alto était l'amitié collaborative entre les deux professionnels. Minuchin a écrit de Haley qu'il était son professeur le plus important, un homme qui "pousse toujours l'enveloppe, teste les limites de nouvelles idées" afin de se remettre en question. Minuchin caractérise leur relation comme étant semblable à l'amitié entre Spock et le capitaine Kirk de la série télévisée Star Trek en ce sens que Jay Haley était très théoricien, tandis que Minuchin était extrêmement pragmatique (Minuchin, 2007).

## Contributions théoriques à la thérapie familiale
Salvador Minuchin a fait plusieurs contributions importantes dans le domaine de la thérapie familiale au cours de sa carrière, la plus importante étant le développement de la thérapie familiale structurelle (Nichols, 2010). Lorsque Minuchin a commencé à travailler comme thérapeute familial, il a écrit sur les familles enchevêtrées et désengagées, qui sont devenues un élément important de la thérapie familiale structurelle. Minuchin a également suggéré que la plupart des familles tentent de résoudre leurs problèmes par des changements de premier ordre (changements de comportements uniques) et que pour que la structure familiale change de façon significative et redevienne saine, les changements de second ordre (altérations des règles de la famille) sont nécessaires. Ces concepts ont éclairé sa conception de la thérapie familiale structurale et influencé d'autres branches de la psychologie familiale.

## Modèle psychosomatique pour le traitement de l'anorexie mentale
En 1978, Minuchin a coécrit Psychosomatic Families : Anorexia Nervosa in Context, qui détaille un modèle clinique pour les causes et le traitement de l'anorexie mentale, basé sur une intégration de la recherche médicale et des interventions psychologiques réussies (Minuchin, Rosman & Baker, 1978). Le modèle psychosomatique de l'anorexie mentale combine spécifiquement des éléments de la théorie psychodynamique et comportementale pour créer un compte rendu complet des origines de l'anorexie mentale dans un système familial. Selon le livre, le traitement optimal de l'anorexie mentale implique l'application de méthodes de thérapie familiale comportementales et structurelles. Le livre présente également quatre études de cas de familles dont les membres ont souffert d'anorexie mentale et comment le traitement du modèle a été appliqué avec succès à leur situation.

## Les critiques de la thérapie postmoderne
Dans un éditorial du Journal of Marital and Family Therapy, Minuchin (1998) a exprimé des inquiétudes au sujet de la thérapie familiale postmoderne. Il a soutenu que la thérapie narrative et la thérapie centrée sur les solutions apportent des méthodes uniques et utiles à la pratique de la thérapie familiale, telles que l'accentuation des récits personnels alternatifs pour faire face aux problèmes. Cependant, il a postulé que les thérapies postmodernes perdaient l'information que produisaient les dialogues familiaux, la spontanéité des actes thérapeutiques, l'intérêt du thérapeute pour le positif et l'aidant, le fait que le thérapeute puisse rendre la famille plus connectée et la reconnaissance que le thérapeute doit fonctionner avec un préjugé personnel. En d'autres termes, Minuchin a estimé que la thérapie postmoderne a déplacé la famille et créé un paradigme pour une thérapie qui n'était pas représentative de l'expérience psychologique d'une famille.
À la suite de ses critiques initiales, Minuchin (1999) a également déclaré qu'il estimait que la thérapie postmoderne était trop vaste pour être appliquée efficacement aux problèmes spécifiques d'une unité familiale. Il suggère que la thérapie familiale devrait être utilisée pour soulager le stress de la douleur au sein d'une famille, et non pour éliminer l'influence des récits culturels dominants.

## Centre Minuchin pour la Famille
Lorsque Minuchin s'installe à New York en 1981, il crée le Family Studies institute, où il peut enseigner aux thérapeutes familiaux et interagir directement avec le système de placement familial par le biais de services de consultation (Nichols, 2010). Rebaptisé Centre Minuchin pour la famille après la retraite de Minuchin en 1995, il se consacre à enseigner les concepts et les techniques de la thérapie familiale structurelle et à consulter les organisations qui travaillent avec les familles confrontées à la pauvreté, au racisme et à la discrimination sexuelle.